# 克拉皮夫诺沃农村居民点
克拉皮夫诺沃农村居民点（俄语：Крапивновское сельское поселение）是俄罗斯联邦伊万诺沃州捷伊科沃区所属的一个农村居民点。其下辖有19个居民点，行政中心为克拉皮夫诺沃。据2016年统计，该农村居民点的人口为1038人。